# Abdirahman Mohamed Abdullahi
Abdirahman Mohamed Abdullahi znany jako „Irro” (ur. 24 kwietnia 1956) – polityk nieuznawanego państwa Somaliland. Pełnił funkcję przewodniczącego Izby Reprezentantów. Bez powodzenia kandydował w wyborach prezydenckich w 2017, uzyskując 41% głosów. Wybrany na prezydenta w wyborach w 2024, uzyskując 64% głosów. Kadencję rozpoczął 12 grudnia 2024.